# 닭고기 같은 맛
닭고기 같은 맛은 낯선 음식의 맛을 설명할 때 흔히 쓰이는 표현이다. 영어권에서는 "tastes like chicken"이 대중 문화에서 자주 사용되어 클리셰로 자리잡았으며, 반어법으로 쓰이기도 한다. 흔히 칠면조고기나 메추리고기 등 다른 새고기 맛을 묘사할 때 쓰이지만, 그 외에도 토끼고기, 악어고기, 개구리고기, 뱀고기, 박쥐고기, 생선 등의 맛이나 버섯의 맛을 설명할 때도 쓰인다.